# 엘렌 더빈

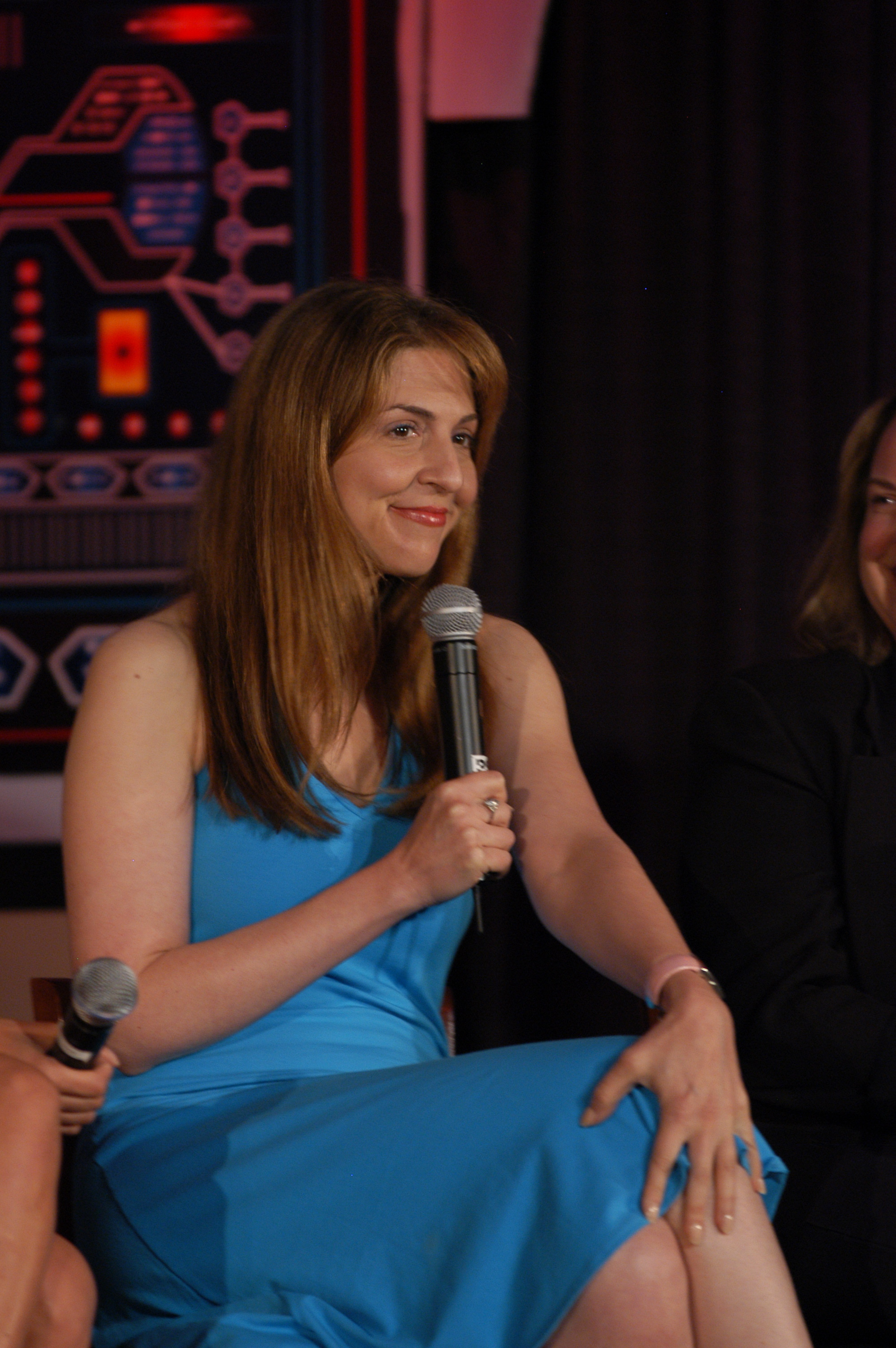

엘런 두빈(Ellen Dubin, 1970년 ~ )은 캐나다의 영화배우이다.
토론토에서 태어났다. 키 179cm로 매우 크다.

## 영화
- 노빌리티 (2015년)
- 카이주 퓨리! (2014년)
- 백래시 (2013년)
- 세컨드 찬스 (2010년)
- 사랑이 부족할 때: 로이스 윌슨 이야기 (2010년)
- 불 (2008년)
- 머더 인 마이 하우스 (2006년)
- Swarmed (2005)
- 나폴레옹 다이너마이트 (2004년) - 이렌느 역
- 시간의 주름 (2003년)
- 터널 (2002년) - 메건 역
- 로보캅 4 (2000년)
- 네버 투 레잇 (1997년)
- 실종 (1996년)
- 도너 (1995년)
- 타미와 티렉스 (1994년)
- 콜드 스웨트 (1993년)
- 택시 기사와 아기 (1991년)
- 랜턴 힐 (1990년)
- 죽음의 유혹 (1990년)
- 포에버 나이트 (1989년)